# Gaara
Gaara er en person i manga og anime serien Naruto. Han har haft en hård barndom da alle frygtede og hadede ham. Gaara har en et-halet dæmon i sig, Der er ni dæmoner i alt, og deres hale antal viser deres nummer, Gaaras dæmon er den første, men ikke nødvendigvis den svageste. Naruto har også en dæmon i sig, den ni-halede ræv, Garaas dæmon ligner ikke en ræv, men en vaskebjørn. Under Chuunin eksamens 2 del, slår han blandt andet 3 personer ihjel, på trods af to af dem tigger om nåde, og han ville havde dræbt sin egen bror, hvis ikke hans søster havde talt ham fra det. 
Gaaras navn på japansk er "Sabaku no Gaara", som i den engelsk version er blevet oversat til "Gaara of the Desert". Gaara kan kontrollere sand, og han har altid sand omkring sig, der beskytter ham (hans dæmon), uden hans egen vilje. Han har derfor aldrig fået en eneste skræmme før 2. del af chuunin eksamen, hvor Rock Lee med sin hurtighed undgår sandet og flere gange rammer ham med spark og slag. Gaara vinder dog alligevel kampen.
Hans yndlings jutsu er at fange folk i sandet og skabe så stort et tryk, at sandet simpelthen knuser personen og blodet sprøjter til alle sider. Gaara kan dog styre trykket så han kan vælge bare at brække knogler, eller knuse modstanderen til atomer. Hans mest skræmmende Jutsu er "påtvunget søvn", med denne tvinger han sig selv til at sove, og det betyder hans dæmon kan overtage hans krop fuldstændigt, med det resultat at Gaaras krop bliver omhyllet at sand der tager form af dæmonen, i fuld størrelse (på størrelse med et lille bjerg / stor bakke) og med dens oprindelige kræfter. Gaara sover normalt aldrig af den grund at hans dæmon, æder hans personlighed når han sover. At bruge "påtvunget søvn" er således til skade for ham selv, men gør ham næsten uovervindelig.

## Baggrund
Hans mor døde efter hans fødsel, og han har altid følt sig alene. Han sidder en dag på en gynge, og ser de andre børn spille bold. Da en af dem kommer til at skyde bolden op på et tag, sender Gaara hans sand op for at hente den. Men da han står med den i hånden, løber alle væk, og råber at han skal holde sig væk. De var bange for hans kræfter. Men da han kom til at sende sandet efter en af dem, kommer hans onkel i vejen, med vilje, og bliver let skadet. 
Nogle dage efter mødes Gaara med en fjende på et tag. Da han har fået modstanderen ned og ligge, opdager han at det er hans onkel! Onklen fortæller, at selv om han virker som om at han kan lide Gaara, så hader han ham. Han føler at Gaara har taget hans søsters liv. Han siger også at det er Gaaras far der har sendt ham. Pludselig springer han i luften, da han har en papirbombe på maven, Gaara overlever på grund af sandet omkring ham, og laver derefter en tatovering i hovedet på sig selv. Tatoveringen betyder kærlighed, og skal ikke forstå som kærlighed til andre, men sig selv, Gaara elsker nemlig ingen andre end sig selv, han kæmper for ingen andre end sig selv, hvis folk irritere ham, dræber han dem gerne. 
Derudover har han den filosofi at hans formål med at eksistere er at dræbe. Denne personlighed er affødt af hans svigt som barn og hans ensomhed.
Under Chuunin eksamens 3. del bliver Gaara som førnævnt såret, men kampen stoppes på grund af Oruchimarus angreb, og Gaaras søskende tager ham med væk fra eksamen, Sasuke følger efter. Sasuke og Gaara kæmper igen, og Gaara, som er begyndt at blive til den et-halede, dræber næsten Sasuke. Naruto og Sakura kommer dog til undsætning og en kamp imellem Gaara og Naruto begynder. Under kampen bliver Sakura først fanget, hvorefter Naruto med fornyet kampvilje giver Gaara modstand. Gaara bliver endnu mere, som den et-halede, og Naruto hidkalder en kæmpe frø. Gaara bruger da "påtvunget søvn" og en kamp imellem Naruto, frøen og den et-halede begynder. Naruto får under kampen vækket Gaara med et slag i hovedet og den et-halede mister kontrollen over Gaara igen. Kampen ender med Gaara og Naruto ligger smadrede og udmattet på jorden, og Naruto som selv kender til ensomhed, får Gaara til at forstå, at han selv kan kæmpe imod sin ensomhed, ved at opnå respekt. Gaara flygter fra sine søskende og kampen ender således uafgjort, med Sakura reddet og en ny Gaara født. Han hjælper senere Rock Lee i en kamp mod Kimimaro.
I Naruto Shippuden er Gaara blevet Kazekage, og da hans by bliver angrebet af Akatsuki, forsvarer han den. Han bliver dog taget til fange, og hans dæmon bliver taget ud af ham. Under den seance dør han, men bliver genoplivet igen af en ældre kvinde, som til gengæld mister sit eget liv. Da Gaara vender tilbage til byen hylder alle ham for hans heroiske kamp for at forsvare byen. Gaara er således ikke alene længere, han er ikke en massemorder af sind, og hans dæmon er væk. Gaara kan stadig kontrollere sand, men til hvilken grad, er ukendt.